# Blato, Slovenske Konjice
Blato je predmestno naselje Slovenskih Konjic, v Občini Slovenske Konjice.